# Acrocercops chrysophylli
Acrocercops chrysophylli là một loài bướm đêm thuộc họ Gracillariidae. Nó được tìm thấy ở Nam Phi và Zimbabwe.
Ấu trùng ăn Chrysophyllum gorungosanum. Chúng ăn lá nơi chúng làm tổ.